# Marie Sanlaville
Marie Sanlaville (París, 1847 - 1930) fou una ballarina francesa.
Deixebla de Louis Mérante i madame Dominique, professora de dansa de l'Òpera de París, la Sanlaville debutà en el cos de ball d'aquest coliseu, com a modesta ballarina, fins que les seves aptituds artístiques l'elevaren a un dels primers llocs.
Per la seva gràcia i vivacitat fou una verdadera encarnació de la dansa francesa, i durant els vint anys de la seva vida artística recollí nombrosos aplaudiments. Es retirà de l'escena el 1889.
Destacà a Sylvia, La Farandola, Les jumeaux de Bergames, Les deux pigeons, etc.